# 胡澤 (堪薩斯州)
胡澤（Hooser）為美國堪薩斯州考利縣的一座非建制地區。海拔高度419公尺（1,375英尺），聯邦資料處理標準代碼為20-33025，地名資訊系統編號為484461。

## 歷史
此社區的郵政局於1887年7月12日開設，期間持續營運直到1944年1月31日裁撤。
胡澤在密蘇里太平洋鐵路設有一座車站。此社區在1910年人口有23人。